# 瑞克·羅登
理查·艾蘭·羅登（英語：Richard Alan Rhoden，1953年5月16日—），為前美國職棒大聯盟的投手與高爾夫球手，生涯曾效力於道奇、海盜、洋基與太空人等隊。

## 職業生涯

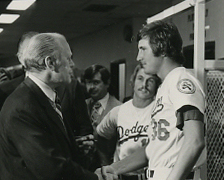
羅登(右)和美國總統傑拉德·福特在1976年美國職棒大聯盟全明星賽見面

1971年美國職棒大聯盟選秀，羅登在首輪第20順位被道奇隊選走。1974年7月5日，21歲的羅登便登上了大聯盟。球隊在1977年和1978年燈有打進季後賽，但最後都在世界大賽上輸給洋基。
1979年，羅登被交易到海盜。1983年4月17日，他拿下生涯唯一一次救援成功。1984年，他曾締造連續11場比賽敲出安打的投手紀錄。他在1987年加入洋基隊，並曾在1988年被任命擔任指定打擊。他也成為1973年指定打擊啟用以來，第一位以指定打擊身分上場打擊的投手。
1989年，羅登加入太空人。他在9月29日完成大聯盟最後一場出賽。他的生涯累積151勝125敗，防禦率3.59。打擊率則有2成38，還敲出9轟與75分打點。此外，他的守備率也高達9成89。

## 生涯打擊成績
| 出賽次數 | 打席 | 打數 | 得分 | 安打 | 二安 | 三安 | 全壘打 | 打點 | 盜壘 | 保送 | 三振 | 打擊率 | 上壘率 | 長打率 | OPS  |
| -------- | ---- | ---- | ---- | ---- | ---- | ---- | ------ | ---- | ---- | ---- | ---- | ------ | ------ | ------ | ---- |
| 1588     | 6574 | 5815 | 869  | 1494 | 273  | 66   | 169    | 737  | 280  | 616  | 1135 | .257   | .332   | .414   | .746 |

## 外部連結
- 球員資訊和成績在MLB，ESPN，Baseball-Reference，Fangraphs（英文）